# Baltická operace
Baltická operace (14. září – 24. listopadu 1944) byla strategická ofenzíva Velké vlastenecké války, jejímž cílem bylo znovuobsazení Estonska, Lotyšska a Litvy a proniknutí k Baltskému moři.

## Předcházející útoky

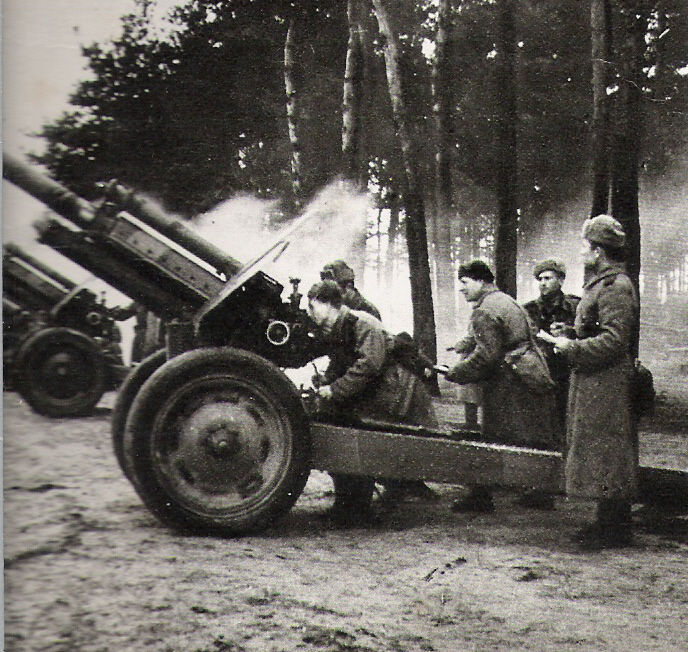
Sovětská houfnice vz. 38 během operace

Do dubna roku 1944 se podařilo Rudé armádě v rámci Leningradsko-novgorodské operace prorazit blokádu Leningradu a postoupit až k hranicím Estonska. Počátkem června 1944 začaly v této oblasti další útoky, které byly předzvěstí Operace Bagration. V rámci této mohutné ofenzívy postoupily sovětské jednotky na území pobaltských států, ovšem do jejího skončení se jim nepodařilo postoupit až k Baltskému moři. Zatímco v případě Ukrajiny, Běloruska a Polska, kde Rudá armáda překonala několik stovek kilometrů a byla vyčerpána, a proto přechodně ukončila boje a přešla do strategické obrany, v případě útoků proti Pobaltí a Besarábii bylo rozhodnuto o tom, že k dalším ofenzívám dojde ještě roku 1944.

## Baltická
Ve dnech 14. až 17. září začal útok sovětského leningradského, 1., 2. a 3. pobaltského a 3. běloruského frontu. Proti zhruba 900 tisícům rudoarmějců stálo 730 tisíc příslušníků Wehrmachtu a jednotek Waffen-SS. Rudá armáda měla ale významnou převahu v dělostřelectvu, tancích i letadlech. První úder byl veden na Rigu, čímž mělo dojít k rozdělení německých vojsk na dvě skupiny. Následovala útočná operace na Tallinn a na Klaipėdu. 3. běloruský front útočil ve směru na Prusko. Riga byla sice sovětskými jednotkami obklíčena, ovšem velice úspěšně se jim bránila. Stejná situace nastala i v případě Klaipėdy, kde se bránily německé jednotky, jejichž snahou byla evakuace po moři do Německa. Útok na Estonsko byl ukončen 26. září a poté provedly sovětské paradesantní jednotky výsadek na Západoestonské souostroví. Klajpedu dobyla Rudá armáda 22. října, rižská ofenzíva byla dovršena 24. října a v Pobaltí tak zůstaly uvězněné německé jednotky pouze v Kuronsku, které kapitulovaly v počtu asi 200 tisíc mužů až v květnu 1945 současně s ukončením války.

## Důsledky operace
Obsazení Pobaltí mělo důsledky vojenské i politické. Sovětská vojska stanula na hranicích Pruska, přičemž v některým místech již do příhraničních oblastí východního Pruska pronikla. Sovětská baltská flotila měla již plně otevřeny dveře k akcím v Baltském moři, kdy nebyla limitována minovými poli a protiponorkovými zátarasy a mohla využívat přístavy pobaltských republik. Díky tomu mohla vést efektivní boj proti německým námořním silám v Baltském moři. Mezi nejznámější akce sovětské flotily z této doby patří potopení německých lodí Wilhelm Gustloff a General von Steuben ponorkou S-13 či potopení dopravní lodě Goya ponorkou L-3.
Hlavním politickým důsledkem operace bylo obnovení sovětské okupace Estonska, Lotyšska a Litvy. Snahy představitelů pobaltských národů o znovuobnovení suverenity během léta 1944 byly ofenzívou zmařeny a pobaltské republiky se staly na více než čtyřicet dalších let součástí Sovětského svazu.